# لورانس كلارك باول
لورانس كلارك باول (بالإنجليزية: Lawrence Clark Powell)‏ هو ناقد أدبي وصحفي وأمين مكتبة أمريكي، ولد في 6 سبتمبر 1906 في واشنطن العاصمة في الولايات المتحدة، وتوفي في 14 مارس 2001 في توسان في الولايات المتحدة.